# Edoardo Giretti
Edoardo Giretti (Torre Pellice, 10 agosto 1864 – San Maurizio Canavese, 27 dicembre 1940) è stato un economista e politico italiano.
Fu piccolo industriale serico, antiprotezionista doganale, pacifista, liberale, deputato radicale dal 1913 al 1919 al parlamento italiano, acceso antimonopolista.
Dal 1869 abitò a Bricherasio, poco lontano da Pinerolo, ove si trovava l'industria serica paterna, di cui diventò direttore all'inizio del Novecento.
Come rappresentante del Partito Radicale fu deputato in parlamento per il collegio di Bricherasio e dirigente del movimento pacifista democratico italiano e internazionale.
Fu uno dei principali esponenti della Lega Antiprotezionistica, che si batteva per l'eliminazione dei dazi, denunciando al contempo le collusioni fra potere politico e potere economico esistenti in Italia a fine Ottocento, prime fra tutti quelle legate al monopolio metallurgico ed all'industria nazionale dello zucchero.
Il suo pensiero si innestava nella battaglia politico economica innescata contro la politica protezionista nazionale decisa da Agostino Depretis, capo del governo italiano, nel giugno del 1887.
Il comune di Bricherasio gli ha dedicato una via .